# Microctenucha munda
Microctenucha munda är en fjärilsart som beskrevs av George Francis Hampson 1893. Microctenucha munda ingår i släktet Microctenucha och familjen Thyrididae. Inga underarter finns listade i Catalogue of Life.